# Karel Hugo Hilar
Karel Hugo Bakule, meglio noto come Karel Hugo Hilar (Sudoměřice u Bechyně, 5 novembre 1885 – Praga, 6 marzo 1935), è stato un regista teatrale e scrittore ceco.

## Biografia
Fu per lungo tempo direttore del Teatro Nazionale di Praga (Národní Divadlo) e regista di Mětské divadlo (1910). Dal 1913 al 1921, fu regista capo al Teatro municipale di Praga.
Dopo aver aderito alla corrente espressionista, nell'ultima sua fase artistica si accostò ai canoni realistici.
Tra le sue rappresentazioni teatrali più note, si ricordano lavori di Shakespeare, di Strindberg, di O'Neil, che caratterizzò con una grande intensità espressiva.